# Mengistu Worku
Mengistu Worku, talvolta indicato come Menghistu (1940 – Addis Abeba, 16 dicembre 2010), è stato un allenatore di calcio e calciatore etiope, di ruolo attaccante.
È ritenuto, insieme a Luciano Vassallo, il più forte giocatore etiope di tutti i tempi.

## Biografia
Nato nel 1940, nel 2001 scoprì di avere un tumore ed effettuò dei trattamenti in Thailandia. Tuttavia morì nella sua casa di Addis Abeba il 16 dicembre 2010, all'età di 70 anni.

## Caratteristiche tecniche
Molto bravo nei dribbling e nei passaggi, nonostante fosse basso era molto abile nei colpi di testa.

## Carriera

### Giocatore

#### Club
Worku cominciò a giocare nel St. George nel 1953 e vi rimase per tutta la carriera, nonostante numerose offerte giuntagli dall'Italia e dalla Francia.

#### Nazionale
Esordì nella nazionale etiope nel 1958 e partecipò alle Coppa d'Africa 1959, 1962, che vinse, 1963, 1965 e 1968..
In totale scese in campo con la maglia etiope 98 volte, segnando 61 gol.

### Allenatore
Allenò il St. George; in seguito divenne CT dell'Etiopia, che guidò nella Coppa d'Africa 1982.

## Palmarès

### Club

#### Competizioni nazionali
- Campionato etiope: 3

Saint-George: 1966, 1967, 1968
- Coppa di Etiopia: 3

Saint-George: 1967, 1969, 1970

#### Competizioni internazionali
- Coppa CECAFA: 1

Saint-George: 1967

### Nazionale
- Coppa d'Africa: 1

1962